# Due passi nell'anima del sorcio
Due passi nell'anima del sorcio è il primo album discografico del cantautore italiano Ennio Rega pubblicato nel settembre del 1994,  prodotto da Roberto Colombo per RTI Music/Ricordi e presentato in anteprima al Premio Tenco 1993.

## Il disco
Lo straordinario valore di questo album vale ad Ennio Rega la partecipazione al Premio Tenco 1993, dove presenta in anteprima alcuni brani del disco, pubblicato dalla RTI Music l'anno successivo, e con la produzione di Roberto Colombo. Tra gli ottimi musicisti che hanno suonato in questo disco spicca il nome di Daniele Sepe.
Ritratti memorabili di un Sud Italia inedito in  Zazzera Gialla, Lucciole, A' Madonna d'o monte si alternano a storie di emarginazione sociale e prostituzione: Lo sciancato, Michelina, Messicano, temi di scottante attualità trattati con rabbia ma anche con rara ironia come nel caso di Rerè  e Pepsodent.

## Tracce
1. A' Maronna d'o monte
2. Michelina
3. Lasciami qui
4. Zazzera Gialla
5. Lucciole
6. Golosità
7. Messicano
8. Venere
9. Pepsodent
10. Lo sciancato
11. Rerè

## Formazione
- Ennio Rega – voce - pianoforte in "Messicano"
- Rocco De Rosa – pianoforte
- Graziano Accinni – chitarre
- Daniele Sepe – sassofono, flauti
- Denis Negroponte – fisarmonica
- Nello Giudice – Basso
- Giancarlo Ippolito – batteria
- Silvio Pozzoli – cori
- Roberto Testa – batteria
- Roberto Colombo – direzione artistica